# Emil Huunonen
Emil Huunonen (né le 15 juillet 1901 à Johannes et mort le 12 septembre 1959 à Helsinki) est un syndicaliste et homme politique finlandais,,. 

## Carrière politique
Emil Huunonen est député SDP de la circonscription d'Uusimaa du 22 juillet 1948 au 28 mars 1954,.
Emil Huunonen est vice-Ministre du Bien-être du gouvernement Fagerholm I (29.07.1949–16.03.1950), vice-Ministre des Transports et des Travaux publics des gouvernements Fagerholm I (29.07.1949–16.03.1950), Kekkonen III (20.09.1951–28.11.1952) et (03.12.1952–08.07.1953) ainsi que ministre des Transports et des Travaux publics du gouvernement Kekkonen III (29.11.1952–02.12.1952),.
Il est aussi Vice-Ministre des Affaires sociales des gouvernements Fagerholm I (29.07.1949–16.03.1950), Kekkonen II (17.01.1951–19.09.1951) et Kekkonen III (20.09.1951–08.07.1953),.